# Halil Akbunar
Halil Akbunar, né le 9 novembre 1993 à Simav en Turquie, est un footballeur international turc qui évolue au poste d'ailier droit au Pendikspor, en Süper Lig turque, où il est prêté par l’Eyüpspor.

## Biographie

### Carrière en club
Halil Akbunar débute le football en 2006, sur les conseils de son père au Balçova İdman Yurdu. En 2010, il rejoint le centre de formation de l'Antalyaspor, mais il n'est pas conservé par le club. Dans la foulée il rejoint le Göztepe SK.
Il dispute son premier match officiel le 14 janvier 2012, face à Kartalspor, lors d'une défaite de son équipe à domicile sur le score de 0-2.
Lors de la saison 2015-2016, il est prêté à l'Elazığspor.
Le 19 janvier 2021, il se met en évidence en étant l'auteur d'un doublé dans le championnat de Turquie, lors de la réception de Gençlerbirliği (victoire 4-0). Cette saison là, il inscrit un total de neuf buts en championnat.
Le 8 juillet 2022, le joueur s'engage avec le club belge du KVC Westerlo.

### Carrière en sélection
Avec les moins de 20 ans, il participe à la Coupe du monde des moins de 20 ans en 2013. Lors du mondial junior organisé dans son pays natal, il joue deux matchs. La Turquie s'incline en huitième de finale face à l'équipe de France.
Le 19 mars 2021, il est convoqué pour la première fois en équipe nationale.
Il honore sa première sélection le 27 mars 2021, lors d'une rencontre comptant pour les qualifications à la Coupe du monde 2022, avec une victoire de la Turquie 0-3 face à la Norvège. Akbunar entre en jeu à la 86e minute, à la place de Burak Yılmaz.

## Palmarès
Avec le Göztepe SK, il remporte le championnat de Turquie de D3 (groupe rouge) à l'issue de la saison 2014-2015.